# روبرت أكلاند
البروفيسور روبرت أكلاند (بالإنجليزية: Robert D. Acland)‏ ـ (20 يونيو 1941 ـ 6 يناير 2016) هو جراح وأكاديمي بريطاني أمريكي من رواد جراحة التجميل والجراحة المجهرية الرأبية في كل من بريطانيا والولايات المتحدة الأمريكية.

## حياته ونشأته وتعليمه
ولد أكلاند في إكزتر في 20 يونيو 1941، وكان أبوه السير ريتشارك دايك أكلاند ينتمي إلى سلالة عريقة من النبلاء البريطانيين.
تعلم روبرت أكلاند في مدرسة بريانستون في دورست، ثم التحق بمدرسة طب مستشفى لندن، حيث تخرج سنة 1964، وأتم فترة تدريبه في المملكة المتحدة وتنزانيا. وفي سنة 1969، حصل أكلاند على زمالة كلية الجراحين الملكية، ليعود بعد عام إلى مستشفى لندن زميلًا بحثيًا. وقد أدت زيارة قام بها أكلاند إلى جراح التجميل الأمريكي البارز هاري بنكي في سان فرانسيسكو إلى تكريس أكلاند نفسه للجراحة المجهرية.
وفي مطلع سبعينيات القرن العشرين، انتقل أكلاند للعمل بوحدة الجراحة التجميلية في مستشفى كانيزبرن في غلاسكو، حيث أجرى ست جراحات لنقل الأنسجة الحرة، كان منها عملية نقل سديلة جلدية من جدار الصدر إلى فروة الرأس. كانت هذه الجراحات تستغرق ساعات عديدة، يعمل فيها أكلاند في أجواء ضاغطة، ويجري جراحات دقيقة تحت أنظار جراحين أقدم منه من ذوي التوجهات المحافظة في الجراحة.
وفي منتصف السبعينيات، انتقل أكلاند إلى الولايات المتحدة الأمريكية، فعمل بجامعة لويفيل بولاية كنتاكي منذ سنة 1976، وأسس مختبرًا للتدريب على الجراحة المجهرية بالجامعة، حيث واصل أبحاثه في الجراحة المجهرية والدورة الدموية الدقيقة، وقام بتدريب العديد من الأطباء الشبان من مختلف بلدان العالم. وقد عمل أكلاند مديرًا لذلك المختبر من سنة 1976 إلى سنة 1998.
وفي سنة 1986، حصل على الأستاذية الكاملة في جراحة التجميل والجراحة الرأبية، كما كان يشارك في التدريس بأقسام علم وظائف الأعضاء والفيزياء الحيوية والعلوم التشريحية والبيولوجيا العصبية.
وفي التسعينيات، صمم أكلاند نظامًا جديدًا لتدريس التشريح يقوم على التعلم الموجه ذاتيًا والدروس المكتوبة بعناية والموضحة بنماذج تشريحية متقنة الصنع لأنسجة غير محنطة.

## الجراحة المجهرية
ابتكر أكلاند ملقاط أكلاند للأوعية الدقيقة (بالإنجليزية: Acland micro-vessel clamp)‏، وهو واحد من أوائل ألات الجراحة المجهرية، إلى جانب خيوط النايلون 10-0 وإبرها، التي ما زالت تستخدم إلى اليوم. وقد جعلت ابتكارات أكلاند وأبحاثه في جراحة الأوعية الدموية الدقيقة (التي قطرها نصف مليمتر أو أقل) من الجراحة المجهرية خيارًا ممكنًا في رأب أنسجة الوجه أو الثدي عقب جراحات الأورام، وكذلك في ترميم الأطراف بعد الإصابات.
في سنة 1997، نشر أكلاند الطبعة الأولى من كتابه «كتيب أكلاند العملي لجراحة الأوعية الدقيقة» (بالإنجليزية: Acland's Practice Manual for Micro-vascular Surgery)‏، الذي عُرف بالكتاب الأحمر، الذي صدرت منه طبعات أخرى، وطُبعت الطبعة الحالية المراجعة منه سنة 2008. وما زال هذا الكتيب مرجعًا أساسيًا للجراحين المتدربين على تقنيات الجراحة المجهرية وأساسيات المجهر الجراحي واستخدامه.

## التشريح
كان أكلاند أيضًا أستاذًا للتشريح السريري، ورائدًا في تشريح الأنسجة الطازجة. وقد تولى بين عامي 1981 و2011 تأسيس وإدارة مختبر تشريح الأنسجة الطازجة لجراحي وطلاب جامعة لويفيل، وهو المختبر الأول من نوعه في الولايات المتحدة، ويعتبر واحدًا من أفضل تلك المختبرات وأرقاها على مستوى العالم.
يعد أبرز عمل منشور لأكلاند «أطلس أكلاند المصور بالفيديو للتشريح البشري»، الذي استخدم فيه تقنيات رائدة في التصوير التشريحي بالفيديو من أجل فهم واضح وثلاثي الأبعاد للعلاقات المكانية بين الأجزاء التشريحية. وقد أُنجز المنظور الديناميكي ثلاثي الأبعاد الذي استُخدم في أطلس أكلاند باستخدام تقنيات مستحدثة في دوران الكاميرا ابتُكرت في مدرسة طب جامعة لويفيل. واستغرقت إنتاج كل دقيقة من أطلسه المصور 12 ساعة من العمل.

## عضويته في الجمعيات العلمية المتخصصة
كان أكلاند عضوًا مؤسسًا في كل من الجمعية الدولية للجراحة المجهرية الرأبية والجمعية الأمريكية للجراحة المجهرية الرأبية، كما كان عضوًا بالرابطة الأمريكية للمختصين بالتشريح السريري.

## حياته الخاصة
تزوج أكلاند ثلاث مرات: الأولى من سوزان وود سنة 1963، وقد انفصلا فيما بعد وتزوج أكلاند من سوزان بيشوب سنة 1983، وقد انتهت هذه الزيجة أيضًا بالانفصال، ليتزوج أكلاند بيت ليفي سنة 1992، التي ظلت زوجة له حتى وفاته.

## هواياته
كان أكلاند يهوى النجارة، وقد شيد لنفسه بيتًا خشبيًا في لاكونيا بولاية إنديانا، وجسرًا معلقًا يصل إلى ذلك البيت مرورًا عليه. كما كان يصنع الأثاث ويتولى بنفسه صيانة شاحنة شيفروليه قديمة.

## وفاته
توفي أكلاند يوم الأربعاء 6 يناير 2016.

## وصلات خارجية
- موقع أطلس أكلاند على شبكة الإنترنت (بالإنجليزية) (بالإسبانية)